# فاسيلي بوستنوف
فاسيلي بوستنوف (بالإنجليزية: Vasili Postnov)‏ لاعب كرة قدم محترف، ولد في 24 مارس 1962 بـطشقند في طاجكستان، وحصل على الجنسية الأوكرانية بعد حل الاتحاد السوفياتي.
في بداياته في عالم الكرة، لعب فاسيلي بوستنوف في دوري العصبة الاحترافية السوفياتية عام 1980 رفقة نادي باختاكور طشقند. أبرز محطاته الاحترافية على الإطلاق، مساره رفقة نادي الوداد البيضاوي المغربي من 1992 إلى 1995، عندما فاز بلقب الدوري وكأس أفريقيا للأندية البطلة عام 1992 والكأس الأفرو آسيوية عام 1993. بعد ذلك انتقل فاسيلي إلى نادي الفتح الرباطي المغربي الذي توج رفقته بلقب كأس العرش.
في 4 أذار/مارس من عام 2009 توفي فاسيلي بوستنوف بشكل مفاجئ بالعاصمة الروسية موسكو عن عمر لا يتجاوز 47 سنة.

## وصلات خارجية
- فاسيلي بوستنوف على موقع قاعدة بيانات كرة القدم.إي يو (الإنجليزية)
- فاسيلي بوستنوف على موقع ناشيونال فوتبول تيمز (الإنجليزية)